# Zineb Oukach
Zineb Oukach (/ˈziːnɛb ˈuːkəʃ/), née le 1er décembre 1982 à Casablanca, est une actrice marocaine. Elle est connue internationalement pour son rôle de Fatima dans le film Détention secrète de Gavin Hood.

## Enfance et éducation
Elle est née et a grandi à Casablanca, au Maroc. En 2005, elle déménage en France, où elle étudie l'économie. Elle fréquente ensuite le Cours Florent afin de préparer sa carrière d'actrice.

## Carrière
Elle est connue au Maroc pour son travail dans le film Parfum de Mer, du réalisateur marocain Abdelhaï Laraki, et pour son rôle dans la série télévisée marocaine Une famille respectable. En 2007, elle est découverte par un public international grâce au film Détention secrète dans lequel elle joue aux côtés de Meryl Streep, Jake Gyllenhaal et Reese Witherspoon. Elle a aussi joué un petit rôle dans Le Loup de Wall Street.

## Filmographie
- 2006 : Parfum de Mer : Nadia
- 2007 : Détention secrète : Fatima
- 2013 : Le Loup de Wall Street : hôtesse sur un yacht

## Télévision
- 2011 : Black Dawn : Stella
- 2013 : Alien Dawn (série télévisée) : Stella